# Mirror's Edge
Mirror's Edge è un videogioco action-adventure del 2008, sviluppato da Digital Illusions Creative Entertainment Svezia (DICE) e pubblicato da Electronic Arts per PlayStation 3, Xbox 360 e Microsoft Windows.
Il gioco è stato annunciato il 10 luglio 2007, ed è stato pubblicato per PlayStation 3 e Xbox 360 nel novembre 2008. Una versione Microsoft Windows è stata commercializzata nel gennaio 2009. Mirror's Edge poggia sul motore grafico Unreal Engine 3 con l'aggiunta di una nuova soluzione di illuminazione, sviluppato da Illuminate Labs in collaborazione con DICE. Il soggetto è stato scritto da Rhianna Pratchett, mentre le musiche sono di Solar Fields (Magnus Birgersson).

## Trama
In una città dove le informazioni sono costantemente controllate, agili corrieri chiamati “Runners” trasportano importanti informazioni lontano da occhi indiscreti. Molte persone hanno accettato questa condizione di apparente perfezione, ma non Faith Connors (doppiata, nella versione italiana, da Asia Argento) e con lei molti runner, dei ribelli del pensiero libero che a costo della vita trasportano informazioni al confine di questa idilliaca prigione dorata.
Quando la sorella di Faith, Kate, ormai soggiogata per sua stessa volontà a questo stile di vita e diventata una poliziotta, si trova invischiata in problemi più grossi di lei ed accusata ingiustamente di un crimine: l'assassinio di un politico, costringerà l'impavida eroina ad infrangere il confine ed entrare in quella società che sta combattendo varcando il "bordo dello specchio", in inglese appunto Mirror's Edge.

## Modalità di gioco
Mirror's Edge è inclassificabile secondo le categorie esistenti. Scopo del gioco infatti è sfruttare l'atleticità e l'esperienza da runner di Faith per raggiungere obiettivi, spesso inseguita dalla polizia. Il gameplay si snoda su lunghe sequenze acrobatiche: gli ambienti, disseminati di casse, pedane, tubi e fili, consentono di seguire un percorso mai troppo poco evidente ma neanche eccessivamente forzato.
Mirror's Edge dispone di una visuale in prima persona, con gli arti del personaggio visibili durante il combattimento corpo a corpo.
Vista la grande quantità di azioni, gli sviluppatori hanno impostato i controlli basandosi sul concetto di sensibilità del contesto: il dorsale sinistro del gamepad servirà per tutti i movimenti verso l'alto, mentre il grilletto sottostante per quelli verso il basso. In questo modo usando solo due pulsanti il giocatore può saltare, scivolare, aggrapparsi alle sporgenze, arrampicarsi ed eseguire svariate altre azioni. Il dorsale destro permette di compiere un istantaneo giro di 180 gradi su sé stessi, cosa che permette di passare agilmente da una parete all'altra di piccole stanze. Il grilletto destro è dedicato agli attacchi corpo a corpo: infatti, nonostante sia sempre possibile trovare una via di fuga, capiterà a volte di trovarsi in trappola e dover combattere. Oltre a pugni e calci (ottenuti combinando i vari tasti) si disporrà di una efficace mossa di disarmo, utilizzabile qualora, avvicinandosi a un poliziotto, questo cerchi di colpirci con l'arma impugnata. Prendendo bene i tempi, si lascerà l'avversario a terra e la sua arma nelle nostre mani. Benché essa sia utilizzabile, riduce pesantemente la mobilità, rendendo impossibile compiere anche i semplici salti.
Il gioco è privo di HUD ed è basato sulla full-body experience: vale a dire che ogni azione compiuta restituirà un feedback realistico, coinvolgendo tanto quello che vedremo quanto quello che sentiremo.
L'abilità della protagonista di correre e saltare da un palazzo all'altro sfruttandone tutti gli elementi architettonici è analoga a quella del Parkour, disciplina che lega l'estrema agilità con spettacolari acrobazie utili per superare degli ostacoli normalmente insormontabili.

## Colonna sonora
Il 7 ottobre 2008, EA ha annunciato l'uscita di un album di remix con la sigla di Mirror's Edge, Still Alive, della musicista svedese Lisa Miskovsky. All'album hanno contribuito artisti come Benny Benassi, Junkie XL, Paul van Dyk, Teddybears e Armand Van Helden. L'album, dal titolo Still Alive - The Remixes, è stato rilasciato l'11 novembre 2008 che è stato incluso gratuitamente nel gioco standard nelle versioni successive per tutte le piattaforme. Nel mese di maggio 2009, la colonna sonora Mirror's Edge Original Videogame Score è stata rilasciata solo in forma di download digitale. L'album è stato composto dal musicista elettronico svedese Magnus Birgersson, noto anche come Solar Fields.

## Accoglienza
| Testata           | Versione                 | Giudizio |
| ----------------- | ------------------------ | -------- |
| Eurogamer         | Xbox 360                 | 8/10     |
| 1UP.com           | n.d.                     | A-       |
| GameSpot          | Xbox 360                 | 7/10     |
| IGN               | n.d.                     | 7.3/10   |
| The Games Machine | Windows                  | 78/100   |
| Edge              | Apple, PC, PS3, Xbox 360 | 5/10     |

Mirror's Edge è stato generalmente ben accolto dalla critica specializzata: il sito Eurogamer ha premiato la versione Xbox 360 con 8/10: il gioco viene descritto come un titolo ambizioso, ma tuttavia dotato di alcuni passaggi "irritanti". Più severa la rivista Edge, che lo critica per la scarsa libertà di scelta dei percorsi. L'aggregatore di recensioni Metacritic ha un voto di media di 79% per le versioni console, e 80% per quella Windows.
In Italia, la versione Windows è stata recensita con un punteggio di 78% da The Games Machine, che ne loda il particolare stile grafico ma critica anch'essa la poca libertà concessa al giocatore e la bassa sfida offerta.
SpazioGames.it, invece, pur ritenendolo un ottimo titolo ne critica il doppiaggio italiano, spesso freddo e poco inerente al contesto in cui si muove l'eroina Faith.
Mirror's Edge ha superato i 2 milioni di copie vendute.
La rivista Play Generation lo classificò come il quinto miglior gioco a piattaforme del 2008

## Sequel cancellato
Dopo il successo di Mirror's Edge è stato annunciato Mirror's Edge 2, il sequel del primo gioco citato, ma alla fine il progetto fu cancellato e durante il 2013 è stato diffuso il trailer del reboot di Mirror's Edge che più in là si scoprirà avrà il titolo di Mirror's Edge Catalyst.

## Reboot
Dopo uno sviluppo durato diversi anni ed entrato in stallo per poi essere ripreso, il 10 giugno 2013 è stato annunciato Mirror's Edge Catalyst con un trailer proiettato durante la conferenza di Electronic Arts all'Electronic Entertainment Expo 2013. Il gioco sarà basato sulla nuova versione del Frostbite Engine sviluppato da DICE.
Il 9 giugno 2014 sono stati rivelati ulteriori dettagli in occasione dell'E3 2014. Sembra infatti che il gioco manterrà la linea grafica del precedente capitolo: i colori presenti si limiteranno al bianco, nero, giallo, rosso e blu. I combattimenti sono stati migliorati e ora ricoprono un ruolo fondamentale nel gameplay.
In occasione dell'E3 2015 è stato annunciato il nome del gioco ed è stato mostrato un trailer gameplay. Il gioco è disponibile per PS4, Xbox One e PC/Origin da maggio 2016.
Il 4 febbraio 2016 è stato pubblicato uno story-trailer del gioco, aprendo anche le iscrizioni alla closed beta.